# Palpomyia rufipes
Palpomyia rufipes är en tvåvingeart som först beskrevs av Johann Wilhelm Meigen 1818.  Palpomyia rufipes ingår i släktet Palpomyia och familjen svidknott. Inga underarter finns listade i Catalogue of Life.